# Elisabetta Preziosa
Elisabetta Preziosa (Tradate, 21 de septiembre de 1993) es una deportista italiana que compitió en gimnasia artística.
Ganó una medalla de bronce en el Campeonato Europeo de Gimnasia Artística de 2018, en la barra de equilibrio. Participó en los Juegos Olímpicos de Londres 2012, ocupando el séptimo lugar en la prueba por equipos.

## Palmarés internacional
| Campeonato Europeo | Campeonato Europeo | Campeonato Europeo | Campeonato Europeo |
| Año                | Lugar              | Medalla            | Prueba             |
| ------------------ | ------------------ | ------------------ | ------------------ |
| 2011               | Berlín (Alemania)  | Medalla de bronce  | Barra              |